# NGC 4319
NGC 4319 (ook: NGC 4345) is een balkspiraalstelsel in het sterrenbeeld Draak. Het hemelobject ligt 80 miljoen lichtjaar van de Aarde verwijderd en werd op 10 december 1797 ontdekt door de Duits-Britse astronoom William Herschel en in 1886 herontdekt door de Duits-Britse astronoom Jacob Gerhard Lohse (1851-1941). Dit object kreeg na Lohse's herontdekking de aanduiding NGC 4345. Op de afbeelding van NGC 4319 bevindt zich rechtsboven van het sterrenstelsel de quasar Markarian 205 (Mrk 205) met een roodverschuiving z=+0.0708.

## Synoniemen
- UGC 7429
- MCG 13-9-25
- ZWG 352.29
- IRAS 12195+7535
- PGC 39981